# Apseudes tenuimanus
Apseudes tenuimanus är en kräftdjursart som beskrevs av Georg Ossian Sars 1882. Apseudes tenuimanus ingår i släktet Apseudes och familjen Apseudidae. Inga underarter finns listade i Catalogue of Life.